# Ixora lancisepala
Ixora lancisepala är en måreväxtart som beskrevs av Henry Nicholas Ridley. Ixora lancisepala ingår i släktet Ixora och familjen måreväxter. Inga underarter finns listade i Catalogue of Life.